# غش بالعملات

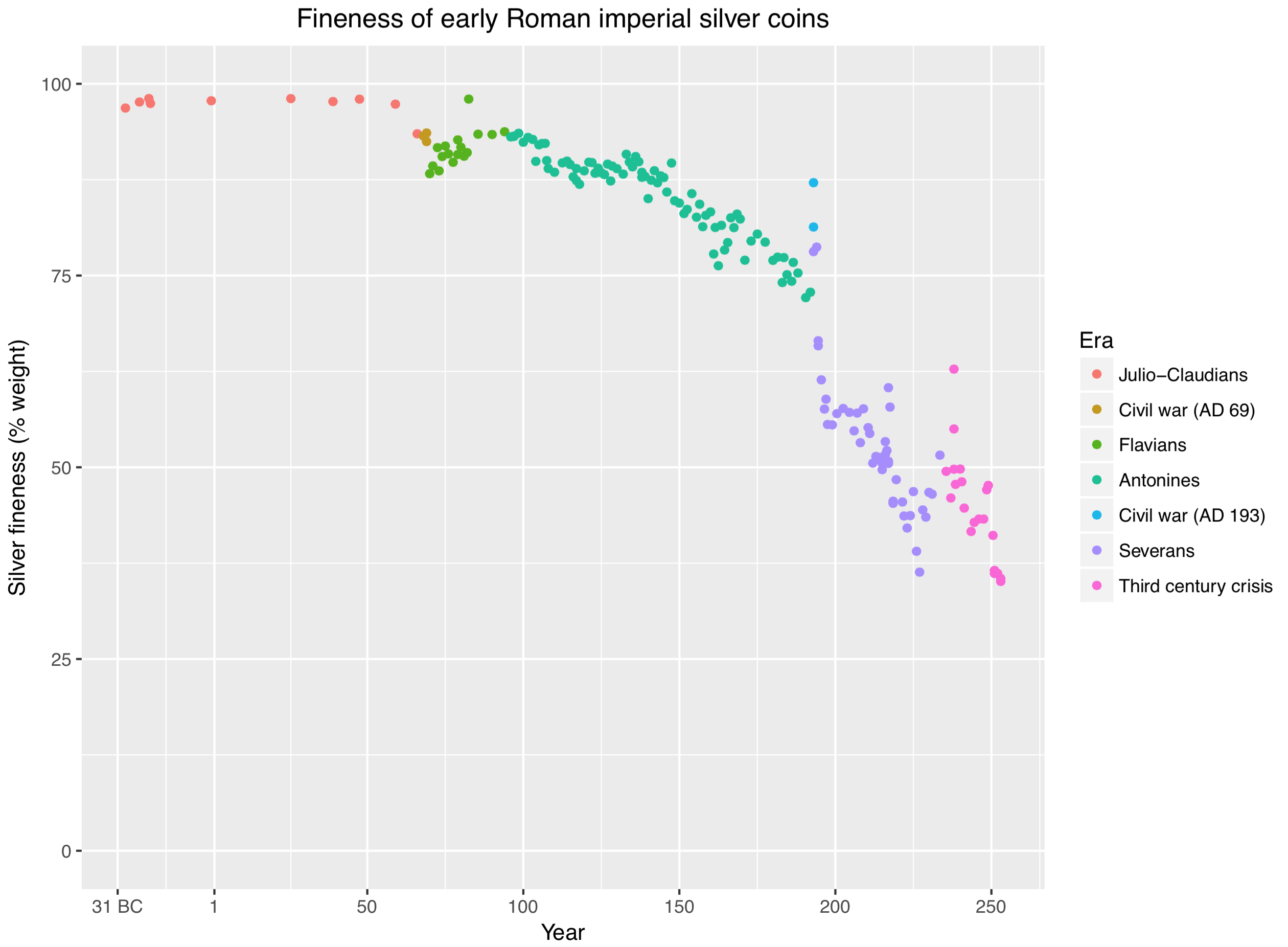
بدءًا من عهد نيرون في عام 64 ميلاديًا قام الرومان بتخفيض قيمة عملاتهم الفضية باستمرار حتى لم يتبق من الفضة تقريبًا بحلول نهاية القرن الثالث.

تخفيض قيمة العملة هو ممارسة خفض القيمة الجوهرية للعملات المعدنية وخاصة عند استخدامها فيما يتعلق بأموال السلع مثل العملات الذهبية أو الفضية مع الاستمرار في تداولها بالقيمة الاسمية. يقال أن العملة المعدنية أصبحت منخفضة القيمة إذا انخفضت كمية الذهب أو الفضة أو النحاس أو النيكل الموجودة فيها.

## أمثلة

### الإمبراطورية الرومانية
في العملة الرومانية انخفضت قيمة الديناريوس تدريجيًا بمرور الوقت حيث قامت الحكومة الرومانية بتغيير حجم ومحتوى الفضة في العملة. في الأصل كانت الفضة المستخدمة نقية تقريبًا ويزن حوالي 4.5 جرام. من وقت لآخر خفض هذا. خلال عهد أسرة جوليو كلوديان احتوى الدينار على ما يقرب من 4 جرام من الفضة ثم خفيضت إلى 3.8 غرامات تحت نيرون. استمر الديناريوس في الانكماش في الحجم والنقاء حتى بحلول النصف الثاني من القرن الثالث لم يكن يحتوي إلا على حوالي 2% من الفضة واستبدل بالعملة الأرجنتينية.

### الإمبراطورية العثمانية
وزن الأكجة بالجرام من الفضة والفهرس.
| سنة       | الفضة (جرام) | فِهرِس |
| --------- | ------------ | ---- |
| 1450–60   | 0.85         | 100  |
| 1490–1500 | 0.68         | 80   |
| 1600      | 0.29         | 34   |
| 1700      | 0.13         | 15   |
| 1800      | 0.048        | 6    |

## التأثيرات
يؤدي تخفيض قيمة العملة إلى خفض القيمة الجوهرية للعملة وبالتالي يمكن صنع المزيد من العملات بنفس الكمية من المعدن الثمين. إذا حصل ذلك بشكل متكرر للغاية فقد يؤدي تخفيض القيمة إلى اعتماد عملة جديدة كعملة قياسية كما حدث عندما استبدل الأقجة العثمانية بالقروش (1 قرش = 120 أقجة) مع الفقرة (1/40 قرش) كوحدة فرعية. وأصبح القروش في وقت لاحق قسمًا فرعيًا من الليرة.

## طُرق
الطريقة الإدارية لخفض قيمة العملة هي أن تبدأ دار سك العملة بإصدار عملات معدنية بقيمة اسمية معينة ولكن بمحتوى معدني أقل من الإصدارات السابقة. سيكون هناك حافز لإحضار العملات القديمة إلى دار سك العملة لإعادة سكها انظر قانون جريشام. يحقق إيرادات تسمى "الرسم السيني" من عملية سك العملة هذه.

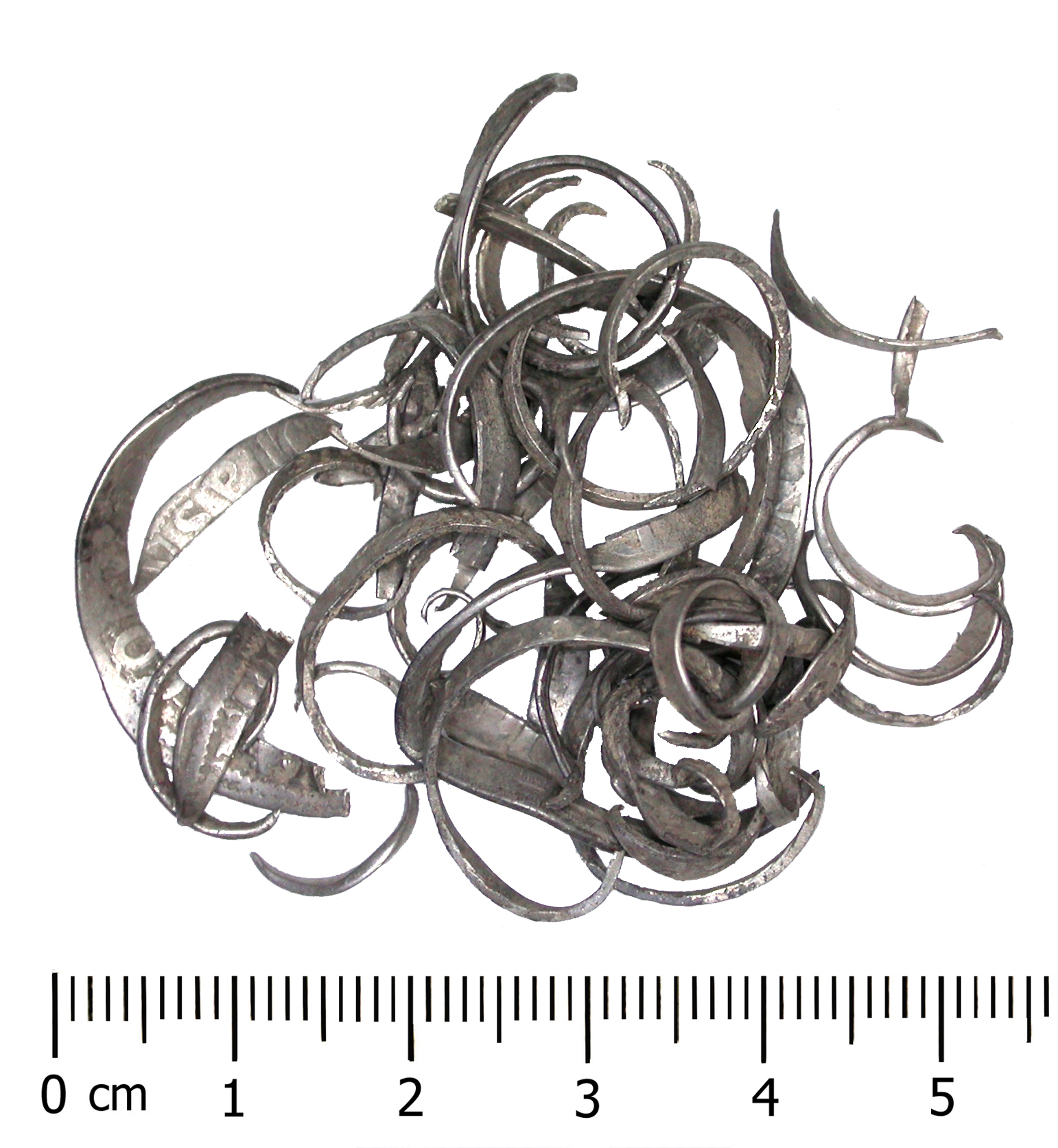
مجموعة من قصاصات العملات المعدنية التي يعود تاريخها إلى القرن السادس عشر أو السابع عشر اكتشافت في ديربيشاير وتسجيلت في مخطط الآثار المحمولة.

عندما يقوم شخص ما بهذه العملية يزال المعدن الثمين فعليًا من العملة المعدنية والتي يمكن بعد ذلك تمريرها بالقيمة الاسمية الأصلية مما يترك للمخفض ربحًا. أحدث هذا التدهور المادي من خلال عدة طرق بما في ذلك القص (إزالة المعدن من محيط العملة) والتعرق (رج العملات المعدنية في كيس وجمع الغبار المتآكل).
حتى منتصف القرن العشرين كانت العملات المعدنية غالبًا مصنوعة من الفضة أو (نادرًا) من الذهب والتي كانت ناعمة جدًا وعرضة للتآكل. وهذا يعني أن العملات المعدنية أصبحت أخف وزناً بشكل طبيعي (وبالتالي أقل قيمة) مع تقدمها في العمر وثم فإن العملات المعدنية التي فقدت كمية صغيرة من السبائك المعدنية لن يقوموا بملاحظتها. العملات المعدنية الحديثة المستخدمة كعملة مصنوعة من معادن صلبة ورخيصة مثل الفولاذ أو النحاس أو سبيكة النحاس والنيكل مما يقلل من التآكل ويجعل من الصعب وغير المربح تخفيض قيمتها.

### قص العملات المعدنية

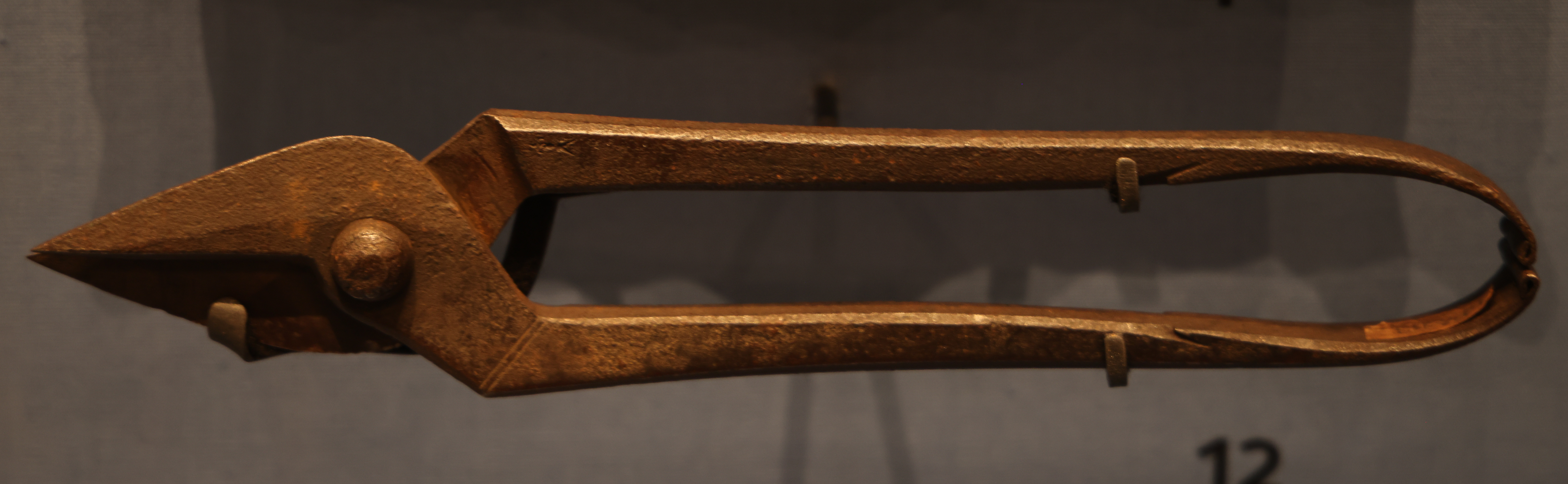
المقصات المستخدمة لقص العملات المعدنية في القرن السابع عشر

القص هو عملية قص جزء صغير من عملة معدنية ثمينة لتحقيق الربح. بمرور الوقت يمكن حفظ قصاصات المعادن الثمينة وصهرها وتحويلها إلى سبائك أو استخدامها لصنع عملات معدنية جديدة.
كان قص العملات المعدنية يعتبر في القانون عادةً مماثلاً في خطورته للتزييف وكان يُعاقب عليه أحيانًا بالإعدام  وهو المصير الذي حل بمزوري العملات الإنجليز توماس روجرز وآنا روجرز في عام 1690. حتى بين القراصنة كان قص العملات المعدنية يعتبر خرقًا خطيرًا للثقة. هاجم أسطول القراصنة بقيادة هنري أفيري سفينة الكنز جانسواي في عام 1695 واستولى على واحدة من أكبر عمليات القبض على القراصنة في التاريخ. عندما كشف أن طاقم القراصنة ويليام ماي قد قاموا بتبادل العملات المعدنية المقصوصة مع طاقم أفيري استعاد أفيري كل الكنز الذي شاركه مع ماي ورجاله وأرسلهم بعيدًا.

قص العملة هو السبب في أن العديد من العملات المعدنية لها حافة العملة المميزة بخطوط ( طحن أو قص ) أو نص (نقش) أو بعض الأنماط الأخرى التي من شأنها أن تدمر إذا قصت العملة المعدنية. تُنسب هذه الممارسة إلى إسحاق نيوتن الذي عُيّن رئيسًا لدار سك العملة الملكية عام 1699. مع أن معظم العملات الورقية الحديثة غير مربحة للقص فإن الطحن الحديث يمكن أن يكون رادعًا للتزييف أو مساعدة للمكفوفين على التمييز بين الفئات المختلفة أو زخرفيًا بحتًا.
- "سيليكوا" غير مقطوعة
- "سيليكوا" مقطوعة
- "سيليكوا" مقطوعة أخرى

### التعفن

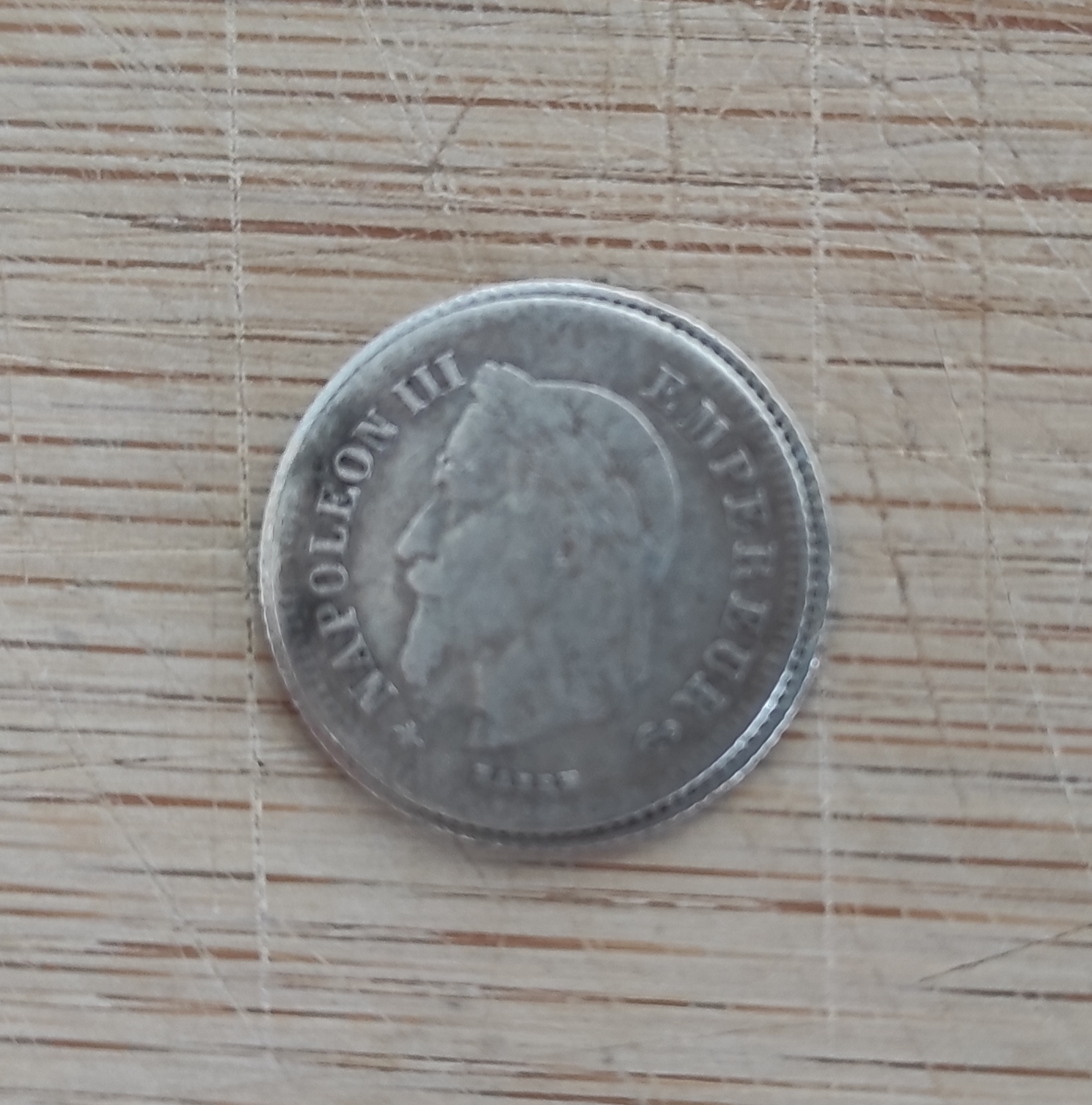
مثال حديث لعملة فضية متعرقة

في عملية التعفن وضعت العملات المعدنية في كيس ورجها. عثر على قطع المعدن التي كانت متآكلة من العملات المعدنية في قاع الحقيبة. يميل التعفن إلى تآكل العملة المعدنية بطريقة أكثر طبيعية من التقطيع وثم كان من الصعب اكتشافه.

### التوصيل
إذا كانت العملة المعدنية كبيرة فمن الممكن ثقبها في المنتصف ثم يطرق وجه العملة المعدنية لإغلاق الثقب. أو يمكن قطع العملة المعدنية إلى نصفين واستخراج سدادة معدنية من الداخل. بعد ملء الحفرة بمعدن أرخص يلحام النصفين معًا مرة أخرى. في نهاية المطاف أدت الإشارات اللفظية إلى العملات المعدنية المسدودة والعملات المعدنية ذات العشرة سنتات المسدودة إلى العبارة الشائعة "لا تساوي خمسة سنتات مسدودة" (أو "خمسة سنتات مسدودة" أو حتى سنتًا مسدودًا) مما يؤكد على عدم قيمة هذه العملة المعدنية المزورة.

## الاستخدامات ذات الصلة
- يُستخدم مصطلح "غش العملات" أحيانًا أيضًا للإشارة إلى ميل العملات الفضية أو الذهبية إلى "كشط" أي إزالة كميات صغيرة من حواف العملات من قبل مستخدمين عديمي الضمير مما يقلل من محتوى المعدن الثمين الفعلي في العملة. ولمنع ذلك بدأ إنتاج العملات الفضية والذهبية ذات الحواف المطحونة كما تفعل العديد من العملات التقليدية حتى الآن مع أنها لم تعد تحتوي على معادن ثمينة. على سبيل المثال الربع دولار والدايم الأمريكيان لديهما حواف مطحونة. العملات المعدنية التي كانت تُصنع تقليديًا من معادن أساسية بحتة مثل النيكل الأمريكي أو البنس الأمريكي من المرجح أن تحتوي على حواف غير مطحونة.
- على سبيل القياس تستخدم "العملة المتدهورة" أحيانًا لأي شيء انخفضت قيمته مثل " النجومية هي عملة متدهورة تمامًا"[14]

## قراءة إضافية
- Allen، Larry (2009). The encyclopedia of money (ط. 2). ABC-CLIO. ISBN:978-1-59884-251-7. مؤرشف من الأصل في 2024-12-03.
- Sherwood، Sidney (1893). The history and theory of money. ليبينكوت  [لغات أخرى]‏. ISBN:978-1-02-237255-9. مؤرشف من الأصل في 2025-02-22.{{استشهاد بكتاب}}:  صيانة الاستشهاد: علامات ترقيم زائدة (link)

## الروابط خارجية
- تخفيض قيمة العملة في dictionary.cambridge.org